# Clémence Michel
Clémence Michel (Charleroi, 17 novembre 1849 - Jette, 16 octobre 1925) est une artiste peintre belge paysagiste,,,,,. Elle a travaillé à Bruxelles, notamment à Schaerbeek, où elle possédait un atelier à la rue des Ailes n° 58,.

## Biographie
Clémence Caroline Catherine Michel, née à Charleroi le 17 novembre 1849, est la fille de Maximilien Michel, négociant et ingénieur des mines et de Cécile Denys. Elle est la sœur du général Augustin Michel, héros de la Première Guerre mondiale et a épousé le peintre symboliste Antoine Lacroix (Wavre, 1843 - Schaerbeek, 1895),,,,dont elle était aussi l'élève,,,.
Clémence Michel est connue pour ses marines, paysages, fermes et intérieurs peints,,,. Ses œuvres se caractérisent par leur utilisation vigoureuse de la couleur, leur style libre et vague et leur composition astucieuse,. Elle excellait dans la représentation de l'agitation de la mer à l'aide de coups de pinceau épais et vibrants,. Clémence Michel a principalement représenté des paysages traditionnels de Belgique.
Clémence Michel a été active dans plusieurs associations d'artistes : elle a été membre de L'Essor et membre fondatrice de Pour l'Art,,. Pendant trente ans, Clémence Michel a ainsi été exposée régulièrement par Pour l'Art,. Elle a participé, entre autres, à la XVIe Exposition Annuelle du cercle en 1908, de même qu'à l'Exposition Générale des Beaux-Arts / Salon Triennal en 1914, au Cercle artistique et au 25e salon Pour l'Art en 1923. Son tableau Bassin de Kattendijk à Anvers a été exposé, entre autres, dans l'exposition L'Escaut dans la peinture du milieu du XIXe siècle au milieu du XXe siècle (Musée municipal Saint-Nicolas, 1986).

## Collections
Les tableaux La Traite, Femme mangeant dans la salle à manger du Musée Speekaert (1916) et Homme lisant dans le salon du Musée Speekaert (1916) sont la propriété de la commune bruxelloise de Saint-Gilles. Le Bassin de Kattendijk à Anvers, Ancienne église Saint-Servais (1885) et Ancien château vert appartiennent à la commune bruxelloise de Schaerbeek. Ils sont entrés en possession de la commune de Schaerbeek parce que Clémence Michel les a vendus après la Première Guerre mondiale par manque d'argent. Le tableau Ancien château vert a été acquis à la fois pour sa valeur esthétique et documentaire : le tableau représente un coin disparu de Schaerbeek. La commune de Molenbeek-Saint-Jean possède également un tableau de Clémence Michel : Bois de sapins. Il est situé dans le musée de Molenbeek-Saint-Jean (MoMuse). Les sept œuvres de la commune de Saint-Gilles et de la commune de Schaerbeek sont inscrites à l'Inventaire du patrimoine mobilier de la Région de Bruxelles-Capitale,.
Le Bassin de Kattendijk à Anvers fait partie de la collection du Musée royal des Beaux-Arts d'Anvers,,. Une autre œuvre, Vue de port, fait partie de la collection du musée communal Wuyts-Van Campen et Baron Caroly, qui a rejoint le musée municipal de Lierre en 2014. Et La Route est situé au musée d'Ixelles,.

## Distinctions
- Officier de l'ordre de la Couronne (en 1921).

## Sélection d'œuvres

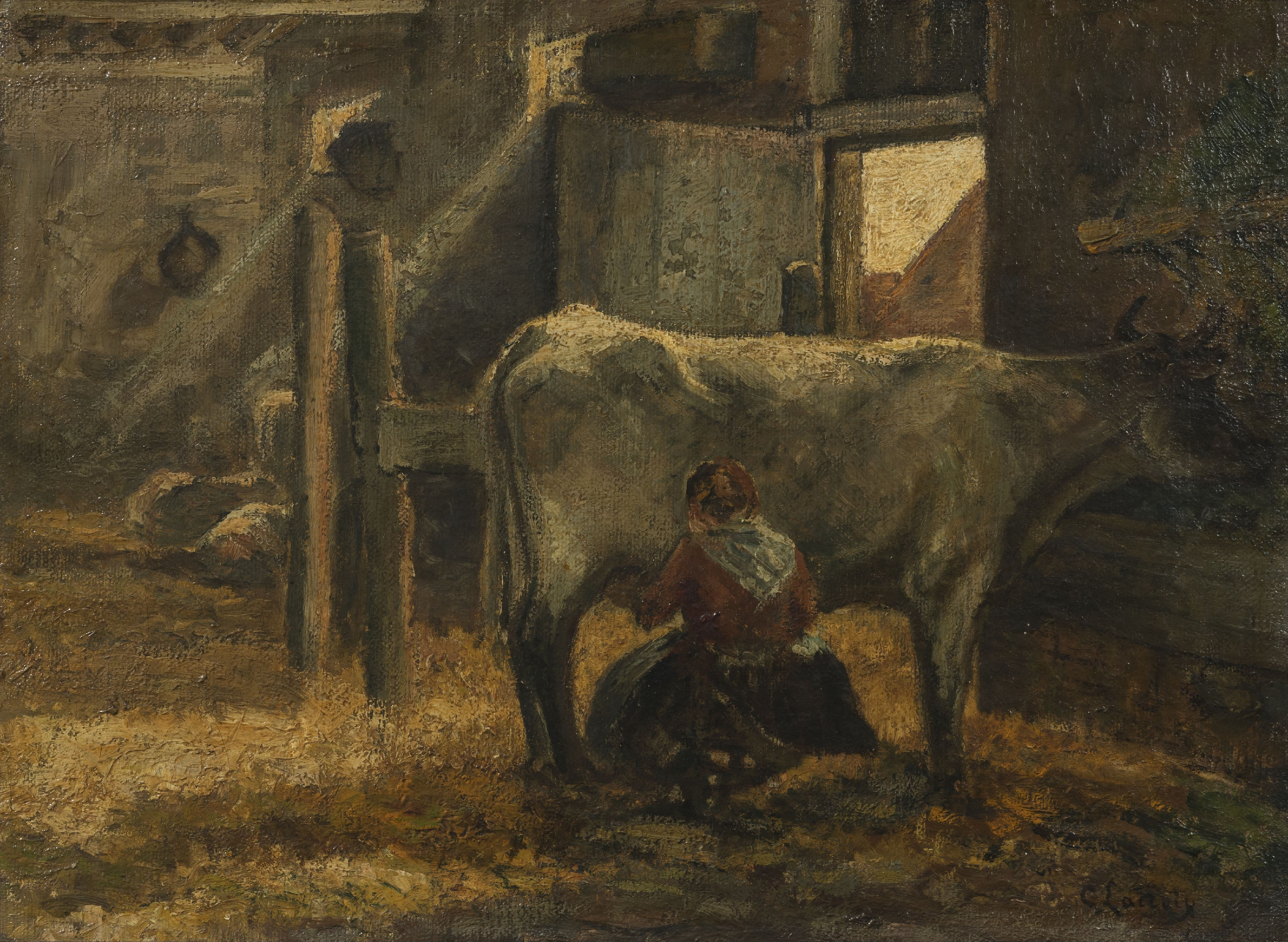
La Traite (Clémence Michel, collection : Commune de Saint-Gilles, photographe : Barbara Felgenhauer (KIK-IRPA)).

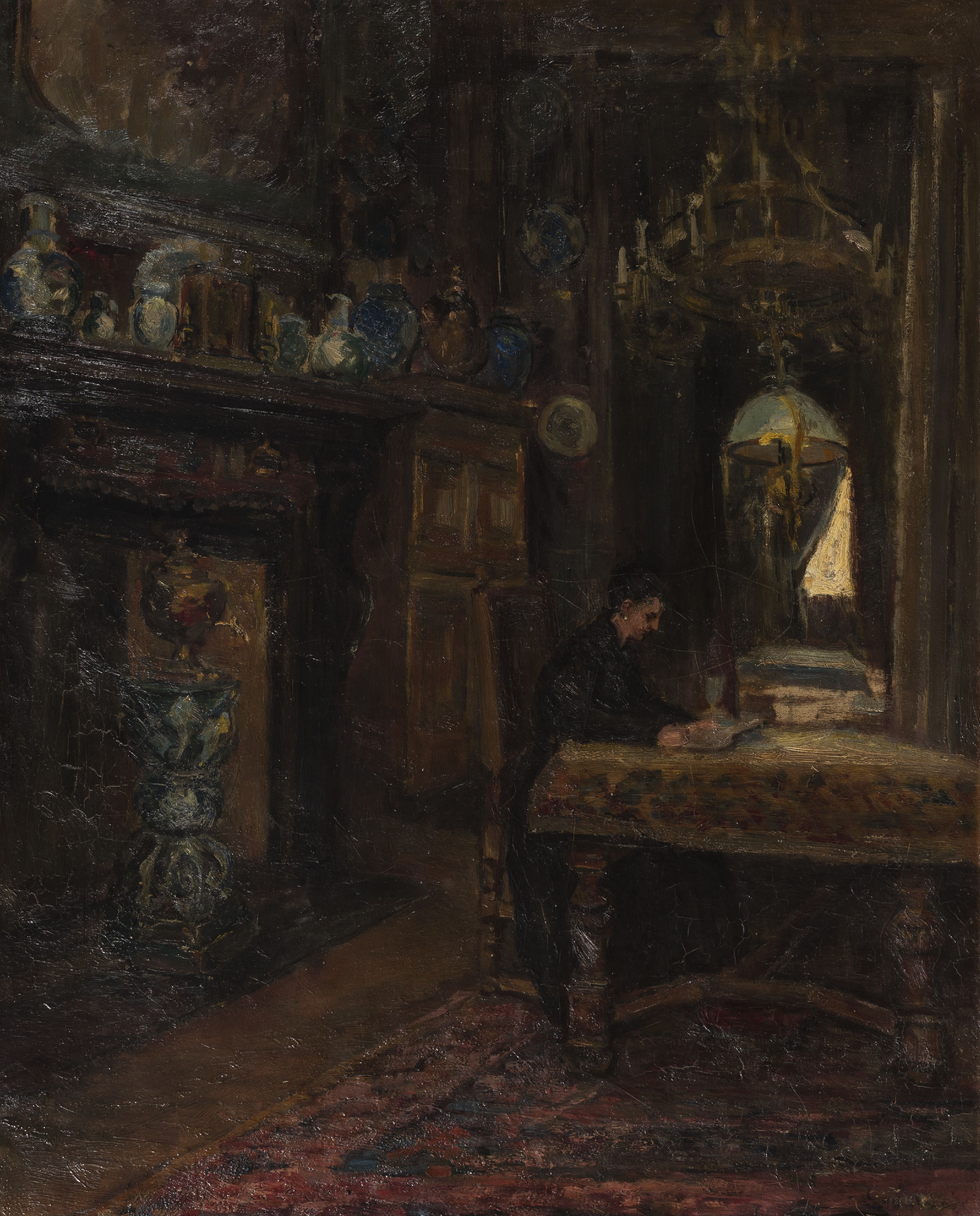
Femme mangeant dans la salle à manger du Musée Speekaert (Clémence Michel, 1916, collection: Commune de Saint-Gilles, photographe: Barbara Felgenhauer (KIK-IRPA)).

Son œuvre comprend les peintures suivantes :
- Rue à Schaerbeek-neige (1897) ;
- Canal (1898) ;
- Ancienne église Saint-Servais (1905)[16],[17];
- Marine (1906) ;
- Le vieux Schaerbeek (1907) ;
- Les Bassins (1907) ;
- Schaerbeek (1907) ;
- La Barque (1907) ;
- Ostende (1908) ;
- Paysage à Limal (1909) ;
- Étude (1910) ;
- Bruges (1910) ;
- Nice (1911) ;
- Blankenberghe (1911) ;
- Feluy (1911) ;
- Les Barques à La Panne (1911) ;
- Anseremme (1911) ;
- Une Rue à Neffe (1911) ;
- Le Pont de Jambes (1911) ;
- Maisons de pêcheurs (1911) ;
- Montigny-le-Tilleul (1911) ;
- Estacade (1912) acquis par le roi Albert Ier;
- Chemin creux (1913) ;
- Ottignies (1914) ;
- Longueville (1914) ;
- Lives (1914) ;
- Haren (1914) ;
- Anvers (1920) ;
- Ardenne (1920) ;
- Barques (1920) ;
- L'Escaut à Gand (1920) ;
- Automne (1920) ;
- La Place de Wavre (1924) ;
- Toits à Namur (1924) ;
- Le Bassin de Kattendijk à Anvers[2],[3],[14],[11],[18];
- La Route[2],[3];
- La Traite[19],[13];
- Femme mangeant dans la salle à manger du Musée Speekaert (1916)[20],[21];
- Homme lisant dans le salon du Musée Speekaert (1916)[22];
- Vue de port[15];
- Ancien Château vert[8];
- Bois de Sapins[12];
- Port de Pêche à marée basse[23];
- Charleroi - Le Pays de Liège[23];
- Jeunes Filles dans la cour de France[23];
- Vue de Ferme[24].

## Galerie

Œuvres de Clémence Michel
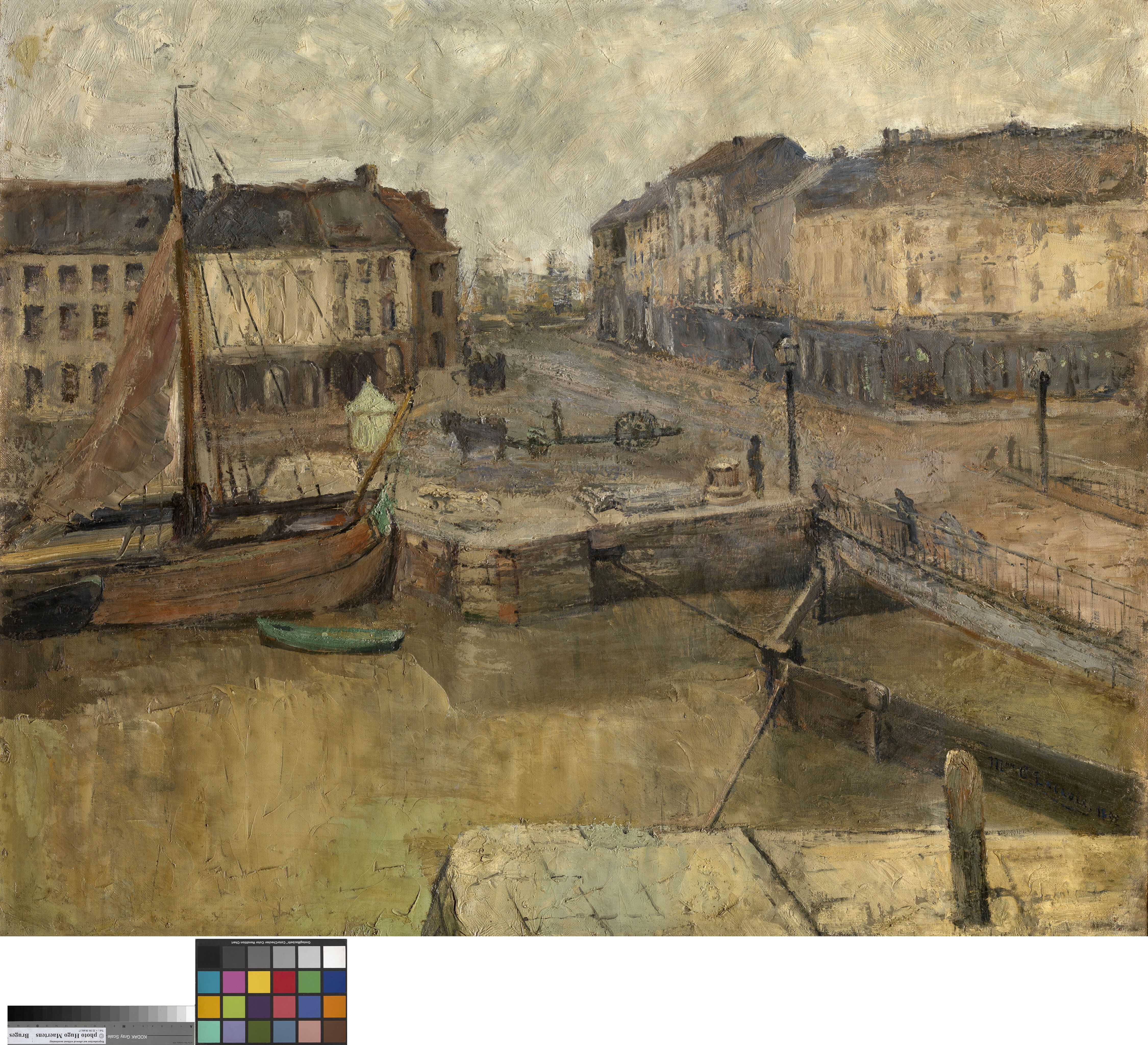
Bassin de Kattendijk à Anvers (collection: KMSKA, photographe : Hugo Maertens).
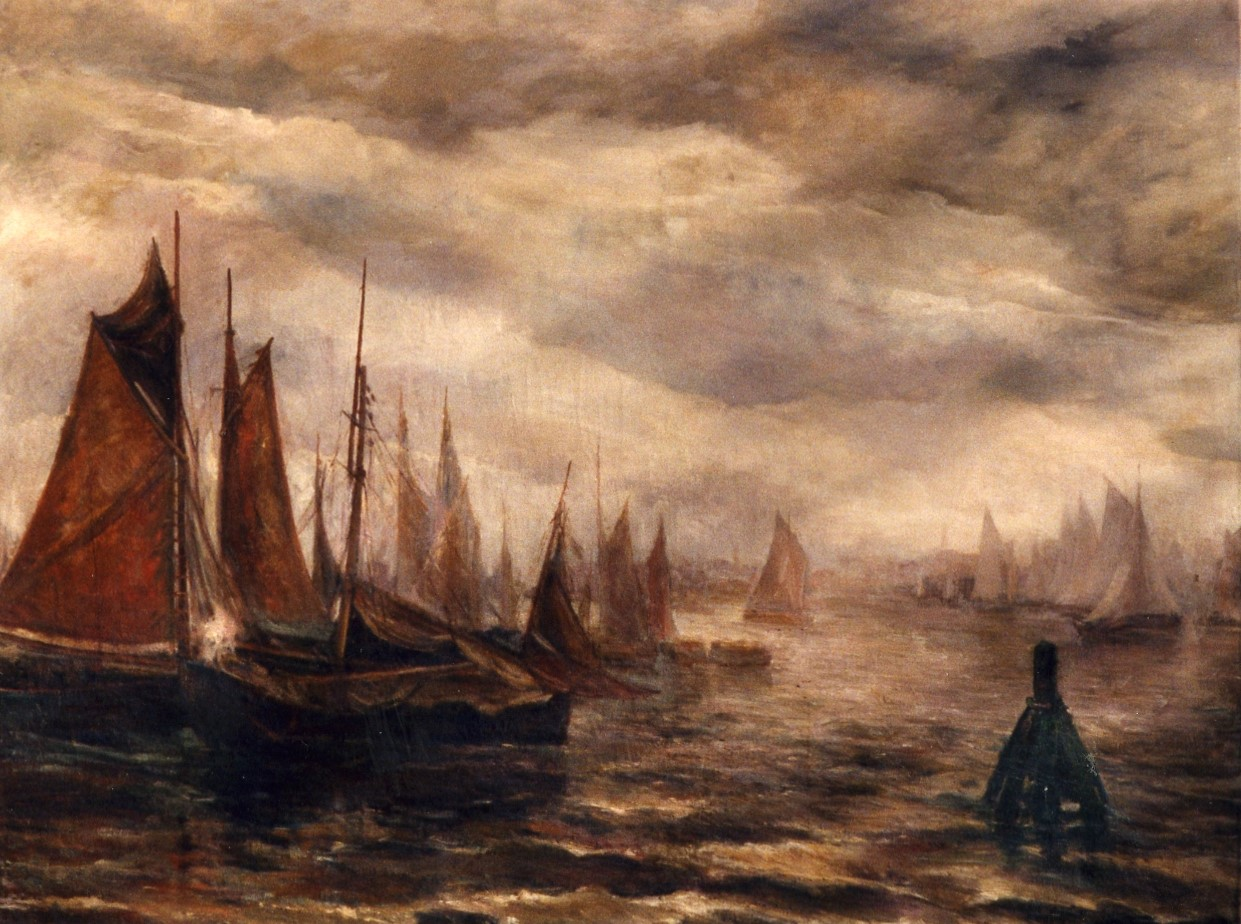
Bassin de Kattendijk à Anvers (collection: Commune de Schaerbeek).
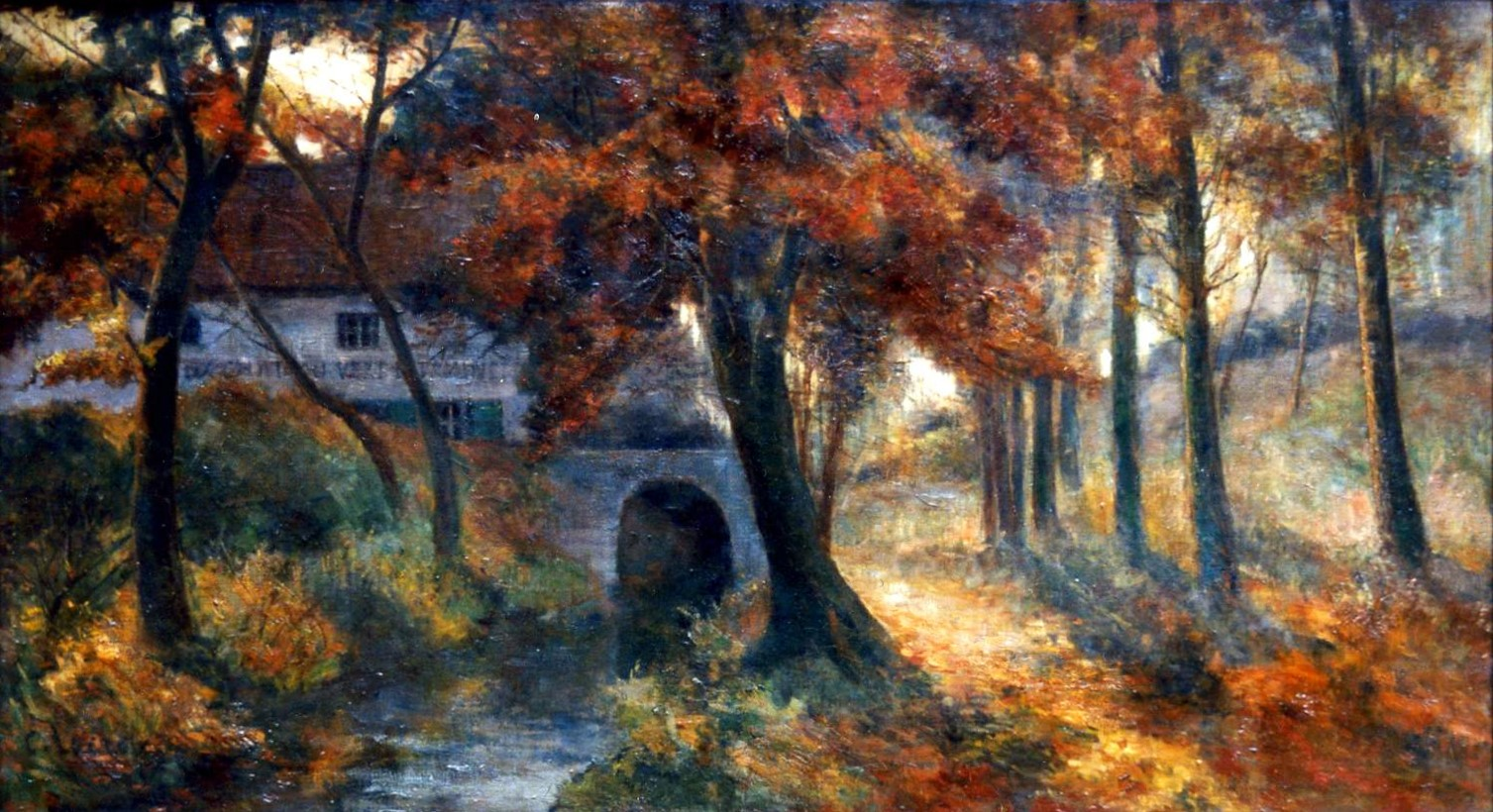
Ancien château vert (Clémence Michel, collection: Commune de Schaerbeek).
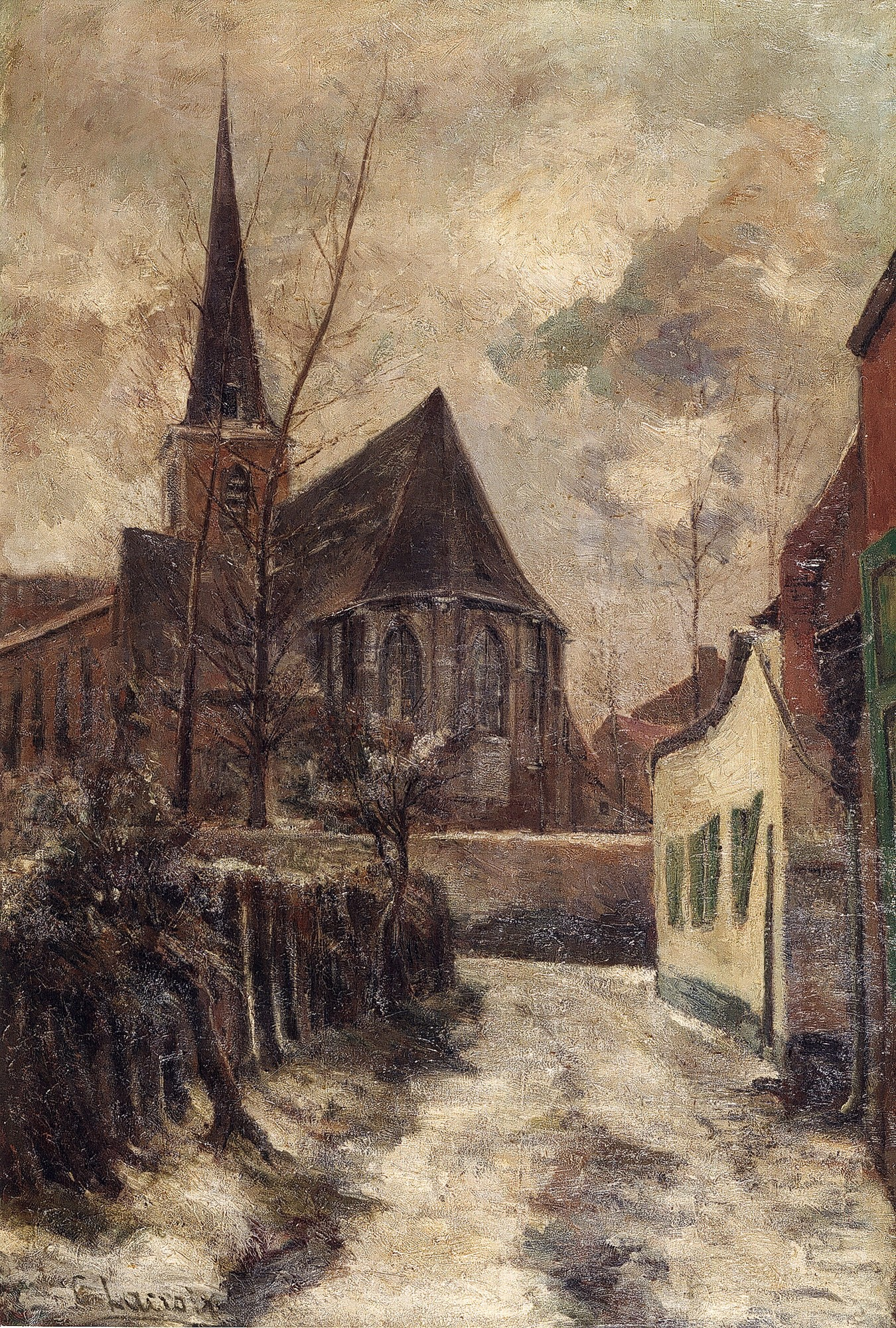
Ancienne église Saint-Servais (1905, collection: Commune de Schaerbeek)
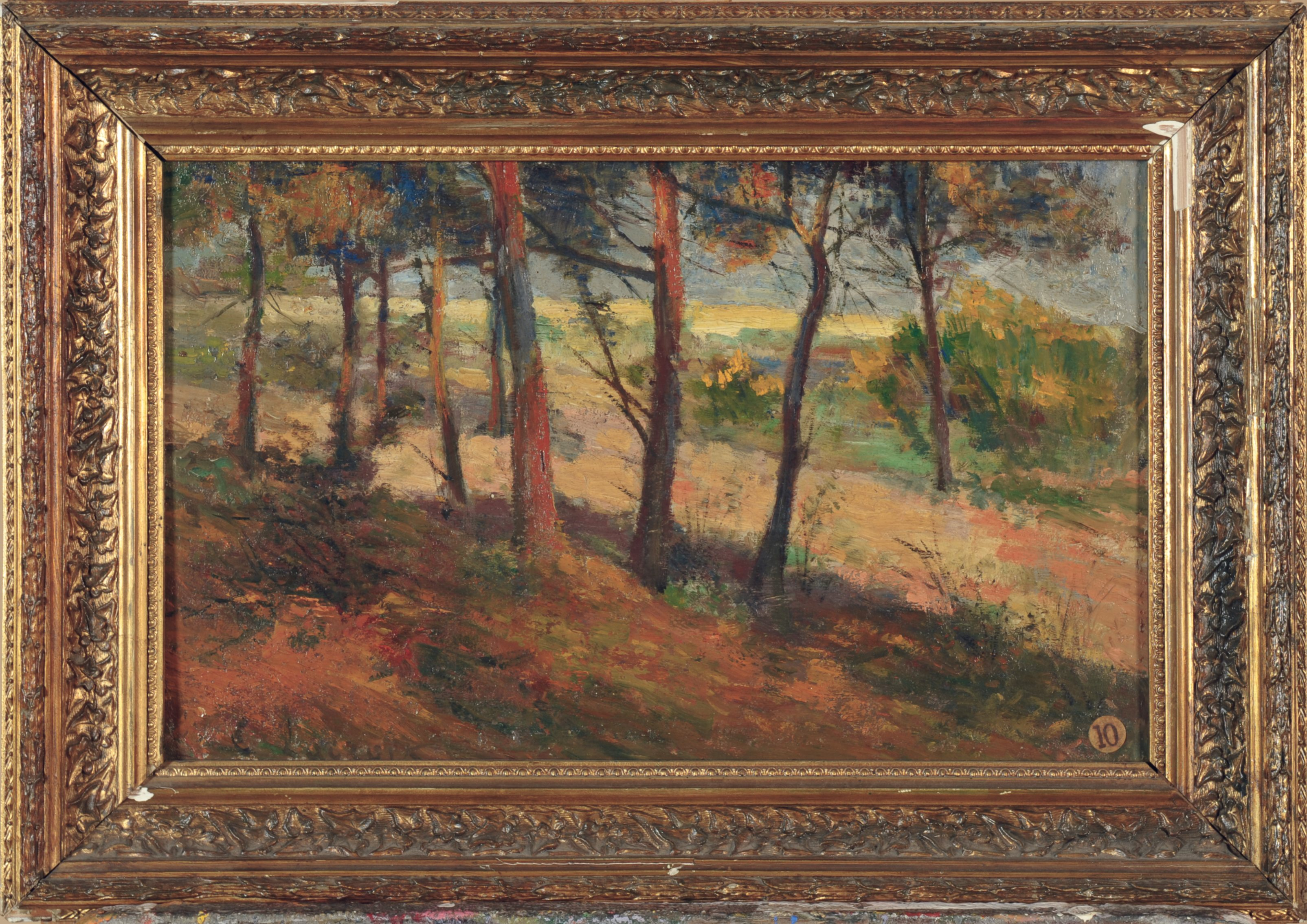
Bois de sapins (collection: MoMuse)
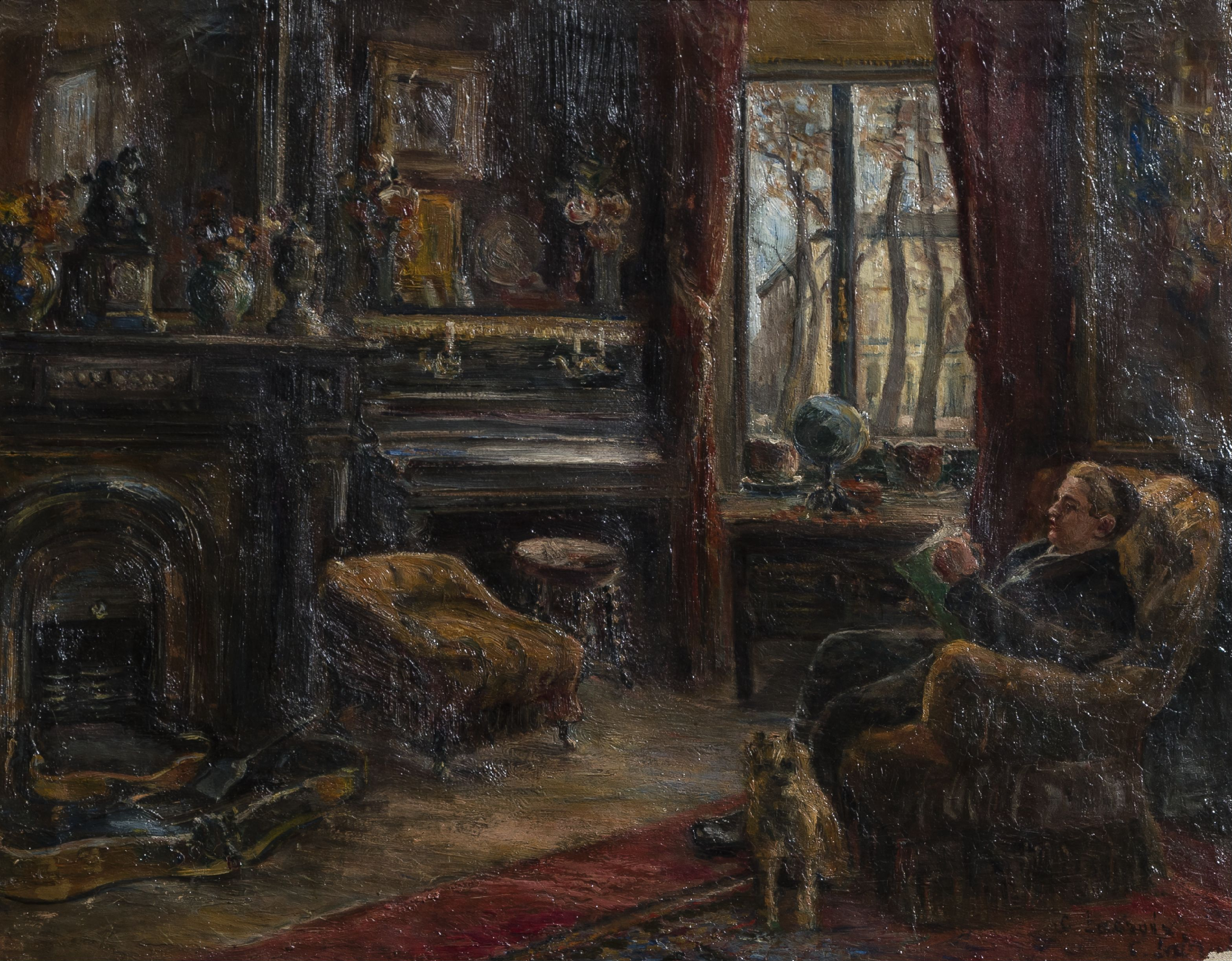
Homme lisant dans le salon du Musée Speekaert (1916, collection: Commune de Saint-Gilles, photographe: Barbara Felgenhauer (KIK-IRPA))